# Microtus gerbei
Microtus gerbei é uma espécie de roedor da família Cricetidae.
Pode ser encontrada nos seguintes países: França e Espanha.